# Трансформація, відсікання та освітлення
Transform, clipping, lighting, T&L або TCL (трансформація і освітлення) — термін, який використовується в комп’ютерній графіці. Метод створення 3D-графіки шляхом створення двовимірного вигляду тривимірної сцени (Transform), малювання лише тих частин сцени, які будуть присутні на зображенні після завершення візуалізації (Clipping), та зміни кольорів окремих поверхонь у сцені на основі інформації про освітлення (Lighting).

## Апаратне забезпечення
Апаратний T&L використовувався системними платами аркадних ігрових автоматів з 1993 року  і домашніми гральними консолями з моменту створення Virtua Processor (SVP) для Sega Mega Drive, SCU-DSP Sega Saturn, GTE для Sony PlayStation в 1994 році і RSP для Nintendo 64 в 1996 році, хоча це був не традиційний апаратний T&L, але програмний T&L, що працює на співпроцесорі замість основного ЦП, і може також використовуватися для елементарних програмованих піксельних і вершинних шейдерів. Більш традиційне обладнання T&L з’явиться на консолях GameCube та Xbox у 2001 році (PS2 все ще використовує векторний співпроцесор для T&L). Персональні комп’ютери впроваджували T&L в програмне забезпечення починаючи з 1999 року, оскільки вважалося, що швидші процесори зможуть йти в ногу з вимогами все більш реалістичного відтворення. Однак комп’ютерні ігри з 3D-графікою того часу створювали дедалі складніші сцени та деталізовані світлові ефекти, для яких було потрібно набагато потужніші процесори, за тодішніх.
Nvidia GeForce 256 була випущена наприкінці 1999 року і представила апаратну підтримку T&L на ринку відеокарт для ПК. Він мав швидшу обробку вершин не лише завдяки апаратному забезпеченню T&L, а й через кеш, який уникав необхідності обробляти ту саму вершину двічі в певних ситуаціях. Хоча DirectX 7.0 (зокрема Direct3D 7) був першим випуском цього API для підтримки апаратного T&L, OpenGL підтримував його набагато довше і, як правило, був більш компетентний для старих професійно орієнтованих 3D-прискорювачів, які були розроблені для автоматизованого проектування (САП) замість відеогри.
S3 Graphics випустила прискорювач Savage 2000 наприкінці 1999 року, невдовзі після GeForce 256, але S3 так і не розробив робочі драйвери Direct3D 7.0, які б увімкнули апаратну підтримку T&L.

## Корисність
Апаратний T&L не мав широкої підтримки додатків у відеоіграх у той час (головним чином через те, що ігри Direct3D передавали свою геометрію на ЦП і не мали права використовувати індексовані геометрії), тому критики стверджували, що це дасть мало цінного в реальності. Спочатку було лише певною мірою вигідно в кількох 3D-шутерах від першої особи на основі OpenGL того часу, особливо в Quake III Arena. 3dfx та інші конкуруючі компанії-виробники відеокарт стверджували, що швидкий процесор компенсує відсутність блоку T&L.
Початковою відповіддю ATI на GeForce 256 був двочиповий Rage Fury MAXX. Використовуючи два чипи Rage 128, кожен з яких відтворює альтернативний кадр, карта змогла дещо наблизитися до продуктивності GeForce 256 карт пам’яті SDR, але GeForce 256 DDR все ще зберігала максимальну швидкість. У той час ATI розробляла власний графічний процесор, відомий як Radeon, який також впроваджував апаратний T&L. 
3dfx Voodoo5 5500 не мав блоку T&L, але він зміг зрівнятися з продуктивністю GeForce 256, хоча Voodoo5 запізнилася на ринок і після свого випуску не міг зрівнятися з наступницею GeForce 2 GTS. 
STMicroelectronics PowerVR Kyro II, випущений у 2001 році, зміг конкурувати з дорожчими ATI Radeon DDR і NVIDIA GeForce 2 GTS в тестах того часу, незважаючи на відсутність апаратної трансформації та освітлення. Оскільки все більше ігор оптимізували для апаратної трансформації та освітлення, KYRO II втратив перевагу продуктивності і не підтримується більшістю сучасних ігор.
Futuremark 3DMark 2000 активно використовував апаратне забезпечення T&L, що призвело до того, що Voodoo 5 і Kyro II обидва отримали погані результати в тестах продуктивності, поступаючись бюджетним відеокартам T&L, таким як GeForce 2 MX і Radeon SDR.

## Стандартизація промисловості
До 2000 року лише ATI з їхньою конкуруючою серією Radeon 7xxx залишиться прямими конкурентами з GeForce 256 і GeForce 2. До кінця 2001 року всі дискретні графічні чипи будуть мати апаратне забезпечення T&L. 
Підтримка апаратного забезпечення T&L гарантувала GeForce і Radeon міцне майбутнє, на відміну від попередників Direct3D 6, які покладалися на програмне забезпечення T&L. Хоча апаратний T&L не додає нових функцій візуалізації, додаткова продуктивність дозволяла створювати набагато складніші сцени, і все більша кількість ігор все одно рекомендував його для роботи з оптимальною продуктивністю. Графічні процесори, які підтримують апаратне прискорення T&L, зазвичай вважаються поколіннями DirectX 7.0.
Після того, як апаратні T&L стали стандартними для графічних процесорів, наступним кроком у комп’ютерній 3D-графіці став DirectX 8.0 з повністю програмованими вершинними та піксельними шейдерами. Тим не менш, у багатьох ранніх іграх із використанням шейдерів DirectX 8.0, таких як Half-Life 2, ця функція була необов’язковою, тому графічні процесори DirectX 7.0 із апаратним T&L все ще могли запускати гру. Наприклад, GeForce 256 підтримувався у відеоіграх приблизно до 2006 року, у таких, як Star Wars: Empire at War.